# Mikroregion Tesouro

Mikroregion Tesouro

Mikroregion Tesouro – mikroregion w brazylijskim stanie Mato Grosso należący do mezoregionu Sudeste Mato-Grossense.

## Gminy
- Araguainha
- General Carneiro
- Guiratinga
- Pontal do Araguaia
- Ponte Branca
- Poxoréo
- Ribeirãozinho
- Tesouro
- Torixoréu